# Erythrolophus fascicorpus
Erythrolophus fascicorpus là một loài bướm đêm trong họ Geometridae.